# Temporada 2025 del Campeonato del Mundo de MotoE
La temporada 2025 del Campeonato del Mundo de MotoE (conocido oficialmente como Campeonato Mundial FIM Enel MotoE 2025 por motivos de patrocinio) sera la séptima temporada de dicha competición de motos eléctricas. Este campeonato forma parte de la 77.ª temporada del Campeonato del Mundo de Motociclismo.

## Calendario
El 21 de noviembre de 2024, Dorna y la FIM hicieron públicó el calendario provisional para 2025, el cual estará conformado por siete rondas, todas ellas dobles.
| Ronda   | Fecha            | Gran Premio                                         | Circuito                                                |
| ------- | ---------------- | --------------------------------------------------- | ------------------------------------------------------- |
| 1       | 9 de mayo        | Grand Prix de France                                | Circuit Bugatti, Le Mans                                |
| 1       | 10 de mayo       | Grand Prix de France                                | Circuit Bugatti, Le Mans                                |
| 2       | 27 de junio      | TT Assen                                            | TT Circuit Assen, Assen                                 |
| 2       | 28 de junio      | TT Assen                                            | TT Circuit Assen, Assen                                 |
| 3       | 15 de agosto     | Motorrad Grand Prix von Österreich                  | Red Bull Ring, Spielberg                                |
| 3       | 16 de agosto     | Motorrad Grand Prix von Österreich                  | Red Bull Ring, Spielberg                                |
| 4       | 22 de agosto     | Grand Prix of Hungary                               | Circuito de Balaton Park, Balatonfőkajár                |
| 4       | 23 de agosto     | Grand Prix of Hungary                               | Circuito de Balaton Park, Balatonfőkajár                |
| 5       | 5 de septiembre  | Gran Premi de Catalunya                             | Circuit de Barcelona-Catalunya, Montmeló                |
| 5       | 6 de septiembre  | Gran Premi de Catalunya                             | Circuit de Barcelona-Catalunya, Montmeló                |
| 6       | 12 de septiembre | Gran Premio di San Marino e della Riviera di Rimini | Misano World Circuit Marco Simoncelli, Misano Adriatico |
| 6       | 13 de septiembre | Gran Premio di San Marino e della Riviera di Rimini | Misano World Circuit Marco Simoncelli, Misano Adriatico |
| 7       | 7 de noviembre   | Grand Prix de Portugal                              | Autódromo Internacional do Algarve, Portimão            |
| 7       | 8 de noviembre   | Grand Prix de Portugal                              | Autódromo Internacional do Algarve, Portimão            |
| Fuente: |                  |                                                     |                                                         |

## Equipos y pilotos
Todos los equipos llevan como constructor a Ducati y como motocicleta a la Ducati V21L.
| Equipo                        | N.º | Piloto              | Rondas |
| ----------------------------- | --- | ------------------- | ------ |
| Aruba Cloud MotoE Racing Team | 19  | Luca Bernardi       | 1-3    |
| Aruba Cloud MotoE Racing Team | 61  | Alessandro Zaccone  | 1-3    |
| MSi Racing Team               | 12  | Jacopo Hosciuc      | 1-3    |
| MSi Racing Team               | 35  | Diego Pérez         | 2      |
| MSi Racing Team               | 99  | Óscar Gutiérrez     | 1, 3   |
| Dynavolt Intact GP MotoE      | 1   | Héctor Garzó        | 1-3    |
| Dynavolt Intact GP MotoE      | 7   | Lorenzo Baldassarri | 1-3    |
| Felo Gresini MotoE            | 11  | Matteo Ferrari      | 1-3    |
| Felo Gresini MotoE            | 72  | Alessio Finello     | 1-3    |
| Klint Forward Factory Team    | 6   | María Herrera       | 1-3    |
| Klint Forward Factory Team    | 9   | Andrea Mantovani    | 1-3    |
| LCR E-Team                    | 40  | Mattia Casadei      | 1-3    |
| LCR E-Team                    | 51  | Eric Granado        | 1-3    |
| Ongetta Sic58 Squadracorse    | 28  | Tommaso Occhi       | 1-3    |
| Ongetta Sic58 Squadracorse    | 77  | Raffaele Fusco      | 1-3    |
| Power Electronics Aspar Team  | 21  | Kevin Zannoni       | 1-3    |
| Power Electronics Aspar Team  | 81  | Jordi Torres        | 1-3    |
| Rivacold Snipers Team MotoE   | 29  | Nicholas Spinelli   | 1-3    |
| Rivacold Snipers Team MotoE   | 47  | Tibor Varga         | 1-3    |
| Fuente:                       |     |                     |        |

| Leyenda             | Leyenda |
| ------------------- | ------- |
| Piloto titular      |         |
| Piloto invitado     |         |
| Piloto de reemplazo |         |

## Resultados y clasificación

### Resultados por Gran Premio
| Ronda | Gran Premio                     | Pole position      | Vuelta rápida       | Piloto ganador     | Equipo ganador                |
| ----- | ------------------------------- | ------------------ | ------------------- | ------------------ | ----------------------------- |
| 1     | Gran Premio de Francia          | Alessandro Zaccone | Andrea Mantovani    | Óscar Gutiérrez    | MSi Racing Team               |
| 1     | Gran Premio de Francia          | Alessandro Zaccone | Mattia Casadei      | Mattia Casadei     | LCR E-Team                    |
| 2     | Gran Premio de los Países Bajos | Mattia Casadei     | Andrea Mantovani    | Andrea Mantovani   | Klint Forward Factory Team    |
| 2     | Gran Premio de los Países Bajos | Mattia Casadei     | Alessandro Zaccone  | Alessandro Zaccone | Aruba Cloud MotoE Racing Team |
| 3     | Gran Premio de Austria          | Matteo Ferrari     | Óscar Gutiérrez     | Matteo Ferrari     | Felo Gresini MotoE            |
| 3     | Gran Premio de Austria          | Matteo Ferrari     | Lorenzo Baldassarri | Matteo Ferrari     | Felo Gresini MotoE            |
| 4     | Gran Premio de Hungría          |                    |                     |                    |                               |
| 4     | Gran Premio de Hungría          |                    |                     |                    |                               |
| 5     | Gran Premio de Cataluña         |                    |                     |                    |                               |
| 5     | Gran Premio de Cataluña         |                    |                     |                    |                               |
| 6     | Gran Premio de San Marino       |                    |                     |                    |                               |
| 6     | Gran Premio de San Marino       |                    |                     |                    |                               |
| 7     | Gran Premio de Portugal         |                    |                     |                    |                               |
| 7     | Gran Premio de Portugal         |                    |                     |                    |                               |

### Campeonato de Pilotos
Sistema de puntuación
Los puntos se reparten entre los quince primeros clasificados en acabar la carrera. 
Sistema de puntuación de 1993 hasta 2022:
| Posición | 1.º | 2.º | 3.º | 4.º | 5.º | 6.º | 7.º | 8.º | 9.º | 10.º | 11.º | 12.º | 13.º | 14.º | 15.º |
| Puntos   | 25  | 20  | 16  | 13  | 11  | 10  | 9   | 8   | 7   | 6    | 5    | 4    | 3    | 2    | 1    |

| 1       | Andrea Mantovani    | 2   | 7   | 1   | 2   | 8   | 10  |     |     |     |     |     |     |     |     | 88  |
| 2       | Alessandro Zaccone  | 3   | Ret | 2   | 1   | 7   | 6   |     |     |     |     |     |     |     |     | 80  |
| 3       | Lorenzo Baldassarri | 6   | 5   | 6   | 3   | 5   | 5   |     |     |     |     |     |     |     |     | 69  |
| 4       | Jordi Torres        | 7   | 3   | 3   | 4   | 10  | 9   |     |     |     |     |     |     |     |     | 67  |
| 5       | Mattia Casadei      | 5   | 1   | Ret | 6   | Ret | 2   |     |     |     |     |     |     |     |     | 66  |
| 6       | Matteo Ferrari      | Ret | Ret | 5   | 12  | 1   | 1   |     |     |     |     |     |     |     |     | 65  |
| 7       | Héctor Garzó        | DNS | DNS | 9   | 5   | 2   | 3   |     |     |     |     |     |     |     |     | 54  |
| 8       | Nicholas Spinelli   | 9   | 6   | 4   | 8   | 9   | 8   |     |     |     |     |     |     |     |     | 53  |
| 9       | Kevin Zannoni       | 4   | 2   | 8   | 11  | 13  | 17  |     |     |     |     |     |     |     |     | 49  |
| 10      | Óscar Gutiérrez     | 1   | Ret |     |     | 4   | 7   |     |     |     |     |     |     |     |     | 47  |
| 11      | Tibor Varga         | 12  | 10  | 11  | 14  | 6   | 4   |     |     |     |     |     |     |     |     | 40  |
| 12      | Jacopo Hosciuc      | 11  | 8   | 10  | 9   | 12  | 11  |     |     |     |     |     |     |     |     | 35  |
| 13      | Eric Granado        | DNS | DNS | 7   | 7   | 3   | Ret |     |     |     |     |     |     |     |     | 34  |
| 14      | Alessio Finello     | 10  | 11  | Ret | 10  | 11  | 12  |     |     |     |     |     |     |     |     | 26  |
| 15      | María Herrera       | 8   | 4   | 15  | 15  | 16  | 14  |     |     |     |     |     |     |     |     | 25  |
| 16      | Luca Bernardi       | 13  | 9   | Ret | 13  | 14  | 13  |     |     |     |     |     |     |     |     | 18  |
| 17      | Raffaele Fusco      | DNS | 12  | 13  | 17  | 15  | 15  |     |     |     |     |     |     |     |     | 9   |
| 18      | Tommaso Occhi       | Ret | 13  | 14  | Ret | 17  | 16  |     |     |     |     |     |     |     |     | 5   |
| 19      | Diego Pérez         |     |     | 12  | 16  |     |     |     |     |     |     |     |     |     |     | 4   |
| Pos.    | Piloto              | FRA | FRA | NED | NED | AUT | AUT | HUN | HUN | CAT | CAT | RSM | RSM | POR | POR | Pts |
| Fuente: |                     |     |     |     |     |     |     |     |     |     |     |     |     |     |     |     |

| Color     | Resultado                                                               |
| --------- | ----------------------------------------------------------------------- |
| Oro       | Ganador                                                                 |
| Plata     | 2.ª plaza                                                               |
| Bronce    | 3.ª plaza                                                               |
| Verde     | Finalizó en los puntos                                                  |
| Azul      | Finalizó sin puntos                                                     |
| Azul      | NC - No clasificado                                                     |
| Violeta   | Ret - No terminó (Carrera)                                              |
| Rojo      | DNQ - No se clasificó                                                   |
| Negro     | DSQ - Descalificado                                                     |
| Blanco    | DNS - No empezó (carrera)                                               |
| Blanco    | WD - Retirado (fin de semana)                                           |
| Blanco    | C - Carrera cancelada                                                   |
| Sin color | DNP - Inscrito pero no participó                                        |
| Sin color | INJ - Lesionado                                                         |
| Sin color | EX - Excluido                                                           |
| Estado    | Resultado                                                               |
| Negrita   | Pole position                                                           |
| Cursiva   | Vuelta rápida                                                           |
| †         | Abandona, pero clasifica al completar el porcentaje requerido para ello |

### Campeonato de Equipos
| 1       | Dynavolt Intact GP MotoE      | 1         | DNS | DNS | 9   | 5   | 2   | 3   |     |     |     |     |     |     |     |     | 123   |
| 1       | Dynavolt Intact GP MotoE      | 7         | 6   | 5   | 6   | 3   | 5   | 5   |     |     |     |     |     |     |     |     | 123   |
| 2       | Power Electronics Aspar Team  | 21        | 4   | 2   | 8   | 11  | 13  | 17  |     |     |     |     |     |     |     |     | 116   |
| 2       | Power Electronics Aspar Team  | 81        | 7   | 3   | 3   | 4   | 10  | 9   |     |     |     |     |     |     |     |     | 116   |
| 3       | Klint Forward Factory Team    | 6         | 8   | 4   | 15  | 15  | 16  | 14  |     |     |     |     |     |     |     |     | 113   |
| 3       | Klint Forward Factory Team    | 9         | 2   | 7   | 1   | 2   | 8   | 10  |     |     |     |     |     |     |     |     | 113   |
| 4       | LCR E-Team                    | 40        | 5   | 1   | Ret | 6   | Ret | 2   |     |     |     |     |     |     |     |     | 100   |
| 4       | LCR E-Team                    | 51        | DNS | DNS | 7   | 7   | 3   | Ret |     |     |     |     |     |     |     |     | 100   |
| 5       | Aruba Cloud MotoE Racing Team | 19        | 13  | 9   | Ret | 13  | 14  | 13  |     |     |     |     |     |     |     |     | 98    |
| 5       | Aruba Cloud MotoE Racing Team | 61        | 3   | Ret | 2   | 1   | 7   | 6   |     |     |     |     |     |     |     |     | 98    |
| 6       | Rivacold Snipers Team MotoE   | 29        | 9   | 6   | 4   | 8   | 9   | 8   |     |     |     |     |     |     |     |     | 93    |
| 6       | Rivacold Snipers Team MotoE   | 47        | 12  | 10  | 11  | 14  | 6   | 4   |     |     |     |     |     |     |     |     | 93    |
| 7       | Felo Gresini MotoE            | 11        | Ret | Ret | 5   | 12  | 1   | 1   |     |     |     |     |     |     |     |     | 91    |
| 7       | Felo Gresini MotoE            | 72        | 10  | 11  | Ret | 10  | 11  | 12  |     |     |     |     |     |     |     |     | 91    |
| 8       | MSi Racing Team               | 12        | 11  | 8   | 10  | 9   | 12  | 11  |     |     |     |     |     |     |     |     | 86    |
| 8       | MSi Racing Team               | 35        |     |     | 12  | 16  |     |     |     |     |     |     |     |     |     |     | 86    |
| 8       | MSi Racing Team               | 99        | 1   | Ret |     |     | 4   | 7   |     |     |     |     |     |     |     |     | 86    |
| 9       | Ongetta Sic58 Squadracorse    | 28        | Ret | 13  | 14  | Ret | 17  | 16  |     |     |     |     |     |     |     |     | 14    |
| 9       | Ongetta Sic58 Squadracorse    | 77        | DNS | 12  | 13  | 17  | 15  | 15  |     |     |     |     |     |     |     |     | 14    |
| Pos.    | Equipo                        | N.º. Moto | FRA | FRA | NED | NED | AUT | AUT | HUN | HUN | CAT | CAT | RSM | RSM | POR | POR | Ptos. |
| Source: |                               |           |     |     |     |     |     |     |     |     |     |     |     |     |     |     |       |